# Coupe de la CEV masculine 2008-2009
Navigation
Coupe de la CEV 2007-2008 Coupe de la CEV 2009-2010
La Coupe de la CEV masculine 2008-2009 est la 37e édition de la Coupe de la CEV.

## Participants
Le nombre de participants est basé sur le classement des pays:
| Pos. | Pays              | Nombre d'équipes | Équipes 1                                           |                             |
| ---- | ----------------- | ---------------- | --------------------------------------------------- | --------------------------- |
| 1    | Italie            | 1                | Bre Banca Lannutti Cuneo                            | Bre Banca Lannutti Cuneo    |
| 2    | Russie            | 2                | Lokomotiv Belgorod Lokomotiv Novossibirsk           |                             |
| 3    | Grèce             | 2                | GC Lamia Olympiacos Le Pirée                        |                             |
| 4    | Pologne           | 2                | Jastrzębski Węgiel Mlekpol Olsztyn                  |                             |
| 5    | Espagne           | 2                | Arona Tenerife Unicaja Almería                      |                             |
| 6    | France            | 2                | AS Cannes Stade Poitevin Volley-Ball                |                             |
| 7    | Belgique          | 2                | Handelsgids Averbode Euphony Asse Lennik            |                             |
| 8    | Allemagne         | 1                | SCC Berlin                                          | SCC Berlin                  |
| 9    | Autriche          | 1                | Hypo Tirol Innsbrück                                | Hypo Tirol Innsbrück        |
| 10   | Tchéquie          | 1                | Dukla Liberec                                       | Dukla Liberec               |
| 11   | Pays-Bas          | 1                | Ortec Nesselande Rotterdam                          | Ortec Nesselande Rotterdam  |
| 12   | Turquie           | 1                | Halkbank Ankara                                     | Halkbank Ankara             |
| 13   | Slovénie          | 1                | Salonit Anhovo Kanal                                | Salonit Anhovo Kanal        |
| 14   | Serbie            | 1                | Radnički Kombank Kragujevac                         | Radnički Kombank Kragujevac |
| 15   | Finlande          | 2                | Pielaveden Sampo Pielavesi Perungan Pojat Rovaniemi |                             |
| 16   | Monténégro        | 1                | Budvanska Rivijera Budva Budućnost Podgorica        |                             |
| 17   | Roumanie          | 2                | L.P.S. Piatra Neamţ Tomis Constanta                 |                             |
| 18   | Macédoine du Nord | 1                | Rabotnicki Fersped Skopje                           | Rabotnicki Fersped Skopje   |
| 19   | Suisse            | 2                | TV Amriswil Lausanne UC                             |                             |
| 20   | Hongrie           | 2                | Dunaferr Dunaújváros Kométa Kaposvár                |                             |
| 23   | Chypre            | 1                | Anorthosis Famagusta                                | Anorthosis Famagusta        |

## Premiers tours
32 équipes disputent les seizièmes de finale de la compétition en matchs aller-retour. Les vainqueurs se retrouvent alors en huitièmes de finale puis en quarts de finale. Les quatre clubs encore en lice à l'issue de ces trois premiers tours se qualifient pour le challenge round. Il s'agit du Bre Banca Lannutti Cuneo, du Lokomotiv Belgorod, de l'Olympiacos Le Pirée et de l'Unicaja Almería.

## Challenge round et final four
Lors du challenge round, les quatre vainqueurs des quarts de finale rencontrent respectivement quatre clubs issus de la première phase de la Ligue des champions 2008-2009. Le final four se déroule à Athènes.
|  | Challenge round          | Challenge round          | Challenge round       | Challenge round       |                          |                          | Final Four - Demi-finales | Final Four - Demi-finales | Final Four - Demi-finales     | Final Four - Demi-finales     |                               |                               | Final Four - Finale | Final Four - Finale | Final Four - Finale | Final Four - Finale |
|  |                          |                          |                       |                       |                          |                          |                           |                           |                               |                               |                               |                               |                     |                     |                     |                     |
|  |                          |                          |                       |                       |                          |                          |                           |                           |                               |                               |                               |                               |                     |                     |                     |                     |
|  |                          |                          |                       |                       |                          |                          |                           |                           |                               |                               |                               |                               |                     |                     |                     |                     |
|  | Beauvais Oise            | Beauvais Oise            | 0                     | 0                     |                          |                          |                           |                           |                               |                               |                               |                               |                     |                     |                     |                     |
|  | Beauvais Oise            | Beauvais Oise            | 0                     | 0                     |                          |                          |                           |                           |                               |                               |                               |                               |                     |                     |                     |                     |
|  | Lokomotiv Belgorod       | Lokomotiv Belgorod       | 3                     | 3                     |                          |                          |                           |                           |                               |                               |                               |                               |                     |                     |                     |                     |
|  | Lokomotiv Belgorod       | Lokomotiv Belgorod       | 3                     | 3                     | Lokomotiv Belgorod       | Lokomotiv Belgorod       | 3                         | 3                         |                               |                               |                               |                               |                     |                     |                     |                     |
|  |                          |                          |                       |                       | Lokomotiv Belgorod       | Lokomotiv Belgorod       | 3                         | 3                         |                               |                               |                               |                               |                     |                     |                     |                     |
|  |                          |                          | Unicaja Almería       | Unicaja Almería       | 1                        | 1                        |                           |                           |                               |                               |                               |                               |                     |                     |                     |                     |
|  | Paris Volley             | Paris Volley             | Unicaja Almería       | Unicaja Almería       | 1                        | 1                        | 3                         | 1                         |                               |                               |                               |                               |                     |                     |                     |                     |
|  | Paris Volley             | Paris Volley             |                       |                       |                          |                          |                           | 1                         |                               |                               |                               |                               |                     |                     |                     |                     |
|  | Unicaja Almería          | Unicaja Almería          | 2                     | 3                     |                          |                          |                           |                           |                               |                               |                               |                               |                     |                     |                     |                     |
|  | Unicaja Almería          | Unicaja Almería          | 2                     | 3                     | Lokomotiv Belgorod       | Lokomotiv Belgorod       | 3                         | 3                         |                               |                               |                               |                               |                     |                     |                     |                     |
|  |                          |                          |                       |                       | Lokomotiv Belgorod       | Lokomotiv Belgorod       | 3                         | 3                         |                               |                               |                               |                               |                     |                     |                     |                     |
|  |                          |                          | Panathinaikos Athènes | Panathinaikos Athènes | 1                        | 1                        |                           |                           |                               |                               |                               |                               |                     |                     |                     |                     |
|  | Aon hotVolleys Vienne    | Aon hotVolleys Vienne    | Panathinaikos Athènes | Panathinaikos Athènes | 1                        | 1                        | 0                         | 0                         |                               |                               |                               |                               |                     |                     |                     |                     |
|  | Aon hotVolleys Vienne    | Aon hotVolleys Vienne    |                       |                       |                          |                          |                           |                           |                               |                               |                               |                               |                     |                     |                     |                     |
|  | Bre Banca Lannutti Cuneo | Bre Banca Lannutti Cuneo | 3                     | 3                     |                          |                          |                           |                           |                               |                               |                               |                               |                     |                     |                     |                     |
|  | Bre Banca Lannutti Cuneo | Bre Banca Lannutti Cuneo | 3                     | 3                     | Bre Banca Lannutti Cuneo | Bre Banca Lannutti Cuneo | 2                         | 2                         | Match pour la troisième place | Match pour la troisième place | Match pour la troisième place | Match pour la troisième place |                     |                     |                     |                     |
|  |                          |                          |                       |                       | Bre Banca Lannutti Cuneo | Bre Banca Lannutti Cuneo | 2                         | 2                         | Match pour la troisième place | Match pour la troisième place | Match pour la troisième place | Match pour la troisième place |                     |                     |                     |                     |
|  |                          |                          | Panathinaikos Athènes | Panathinaikos Athènes | 3                        | 3                        |                           |                           |                               |                               |                               |                               |                     |                     |                     |                     |
|  | Panathinaikos Athènes    | Panathinaikos Athènes    | Panathinaikos Athènes | Panathinaikos Athènes | 3                        | 3                        | 3                         | 2                         |                               |                               |                               |                               |                     |                     |                     |                     |
|  | Panathinaikos Athènes    | Panathinaikos Athènes    |                       |                       |                          |                          |                           | 2                         |                               |                               | Unicaja Almería               | Unicaja Almería               | 1                   | 1                   |                     |                     |
|  | Olympiacos Le Pirée      | Olympiacos Le Pirée      | 0                     | 3                     |                          |                          |                           |                           |                               |                               | Unicaja Almería               | Unicaja Almería               | 1                   | 1                   |                     |                     |
|  | Olympiacos Le Pirée      | Olympiacos Le Pirée      | 0                     | 3                     | Bre Banca Lannutti Cuneo | Bre Banca Lannutti Cuneo | 3                         | 3                         |                               |                               |                               |                               |                     |                     |                     |                     |
|  |                          |                          |                       |                       |                          |                          |                           |                           |                               |                               |                               |                               |                     |                     |                     |                     |

## Récompenses individuelles
- MVP :  Liberman Agamez (Panathinaikos Athènes)
- Meilleur marqueur :  Liberman Agamez (Panathinaikos Athènes)
- Meilleur attaquant :  Ilias Lappas (Panathinaikos Athènes)
- Meilleur contreur :  Vladimir Nikolov (Bre Banca Lannutti Cuneo)
- Meilleur Serveur :  Sergueï Khorochev (Lokomotiv Belgorod)
- Meilleur passeur :  Denis Ignatiev (Lokomotiv Belgorod)
- Meilleur réceptionneur :  Renaud Herpe (Panathinaikos Athènes)